# Megaselia breviterga
Megaselia breviterga är en tvåvingeart som först beskrevs av Lundback 1921.  Megaselia breviterga ingår i släktet Megaselia och familjen puckelflugor. Arten är reproducerande i Sverige. Inga underarter finns listade i Catalogue of Life.